# 片口安史
片口 安史（かたぐち やすふみ、1927年11月3日 - 1995年4月4日）は、日本の心理学者。

## 経歴
金沢市生まれ。1951年東京大学文学部心理学科卒。1961年「ロールシャッハ・テストの研究」で東京大学文学博士、「ロールシャッハ・スキゾフレニー・スコア」で順天堂大学医学博士。国立精神衛生研究所心理室長、中京大学文学部助教授、教授、名誉教授。1961年、佐藤春夫、三島由紀夫、森茉莉、円地文子、丹羽文雄、武田泰淳、舟橋聖一、金子光晴、武者小路実篤、椎名麟三、平林たい子、草野心平、小林秀雄、井伏鱒二、中村真一郎、伊藤整、江戸川乱歩、高見順、井上靖、野間宏、中野重治にロールシャッハ・テストを行った。

## 著書
- 『心理診断法 ロールシャッハ・テスト』牧書店 1956
- 『心理診断法詳説 ロールシャッハ・テスト』牧書店 1960
- 『心理学者との対話』牧書店 1963
- 『作家の診断 ロールシャッハテストによる創作心理の秘密をさぐる』至文堂 1966
- 『新・心理診断法 ロールシャッハ・テストの解説と研究』金子書房 1974

### 共編著
- 『医学のための心理学』大山正共編 誠信書房 1962
- 『こころの科学 やさしい心理学』金城辰夫共著 牧書店 少年少女教養文庫 1965
- 『臨床心理学講座 第4巻 臨床心理学の現状と活動』玉井収介,小嶋謙四郎共編 誠信書房 1968
- 『臨床心理学講座 第2巻 人格診断』秋山誠一郎,空井健三共編 誠信書房 1969
- 『ロールシャッハ法による事例研究』星野命,岡部祥平共編 誠信書房 1970

### 翻訳
- ヘルマン・ロールシャッハ『精神診断学 知覚診断的実験の方法と結果-(偶然図形の判断) 改訳版』金子書房 1976
- ロバート・S.マッカリー『ロールシャッハ象徴学 ユング心理学による解釈』金城朋子,沢見茂春共訳 新曜社 1977

## 論文
- 片口安史「「要求が満されぬ時」の一考察」『児童心理と精神衛生』第1巻第3号、牧書店、1950年11月、13-18頁、ISSN 02878879、NAID 40001600246。
- 片口安史「国立精神衞生研究所の発足」『公衆衛生』第12巻第1号、医学書院、1952年7月、22-23頁、ISSN 03685187、NAID 40017771979。
- 片口安史「フラストレーシヨン事態に於ける行動の固定化について」『心理学研究』第24巻第4号、日本心理学会、1954年、285-289頁、doi:10.4992/jjpsy.24.285、ISSN 0021-5236、NAID 130002013199。
- 片口安史「肺結核患者におけるロールシヤツハ反応」『心理学研究』第26巻第2号、日本心理学会、1955年、118-119頁、doi:10.4992/jjpsy.26.118、ISSN 0021-5236、NAID 130002013143。
- 片口安史「外傷性神経症者のパースナリティーについて」『精神衛生研究』第3号、国立精神・神経センター精神保健研究所、1955年8月、ISSN 05593158、NAID 40017965293。
- 片口安史, 田頭寿子, 高柳信子「ロールシヤツハ分裂病得点 (RSS)」『心理学研究』第28巻第5号、日本心理学会、1958年、273-281頁、doi:10.4992/jjpsy.28.273、ISSN 0021-5236、NAID 130002012779。
- 片口安史「臨床精神医学におけるロールシャッハ法の適用について」『精神衛生研究』第9号、国立精神・神経センター精神保健研究所、1961年7月、ISSN 05593158、NAID 40017965282。
- 片口安史「現代文学における異常心理」『国文学 : 解釈と鑑賞』第29巻第10号、ぎょうせい、1964年9月、ISSN 03869911、NAID 40001329795。
- 片口安史「産業カウンセリングと心理検査--特集・産業と職場でのカウンセリング」『教育と医学』第12巻第12号、慶應義塾大学出版会、1964年12月、1074-1081頁、ISSN 04529677、NAID 40000711064。
- 片口安史, 小林俊雄「ロールシャッハ・シリーズに対するカロ・シリーズの等価性についての検討-1-図版別の比較を中心として」『中京大学文学部紀要』第9巻第1号、中京大学文学部、1974年8月、1-16頁、ISSN 02873443、NAID 40002415592。
- 片口安史, 藤岡新治「IESテストの紹介と問題点」『中京大学文学部紀要』第9巻第2号、中京大学文学部、1974年12月、1-17頁、ISSN 02873443、NAID 40002415693。
- 片口安史「カロ・インクブロット・テストの標準化研究--小学生を対象として」『中京大学文学部紀要』第15巻第1号、中京大学文学部、1980年、1-30頁、ISSN 02873443、NAID 40002415712。

## 注
1. ↑  『「現代物故者事典」総索引 : 昭和元年～平成23年 2 (学術・文芸・芸術篇)』日外アソシエーツ株式会社、2012年、290頁。
2. ↑  『人物物故大年表』
3. ↑  『現代日本人名録』1987年
4. ↑  『作家の診断』